# Ecliptopera melaleuca
Ecliptopera melaleuca là một loài bướm đêm trong họ Geometridae.